# Estat de Tocantins
Tocantins és un estat del Brasil situat al sud-est de la Regió Nord. Té com a límits: Maranhão (N i NE), Piauí i Bahia (E), Goiás (S), Mato Grosso (SO) i Pará (NO). Ocupa una superfície de 278.420,7 km². La seva capital és Palmas.

## Història
L'estat va ser creat per determinació de la Constitució de 1988, a partir de la divisió de l'estat de Goiás (parteix nord i cèntric). Però la idea de constituir-se una unitat autònoma en la regió data del segle xix.
El 1821, Joaquim Teotônio Agafat va arribar a proclamar un govern autònom, però el moviment va ser reprimit i la lluita per l'emancipació del nord goiano va quedar estancada fins que en 13 de maig de 1956 Feliciano Destral Braga, jutge de Dret de Port Nacional juntament amb Fabricio César Freire i Osvaldo Cruz da Silva, va llançar el "Moviment Pro-Creació de l'Estat del Tocantins" com una expressió del desig emancipacionista del nord de Goiás. Es van formar comissions per a estudiar les formes d'implantació del nou estat sent creats llavors una bandera i himne. Durant quatre anys es feien manifestacions cíviques el 13 de maig, al·lusives a la data de llançament del moviment.
En senyal de la seva dedicació a la causa el jutge Feliciano Machado Braga va passar a despatxar documents oficials com: "Port Nacional, Estat del Tocantins", alhora que amb la transferència del magistrat el moviment va perdre força. L'ocurrència d'intensos conflictes agraris en la regió del "Pico do Papagaio" en la frontera entre el nord de Goiás, el Pará i el Maranhão a partir de 1960 sorgí la causa dels quals defensaven l'emancipació de la regió al llarg de les dècades següents. El 1982 va circular un rumor segons el qual el govern federal estaria disposat a crear el "Territori Federal del Tocantins" de manera de fer contrapès a la influència del PMDB a la regió nord del país vist que la llegenda oposicionista va conquistar els governs de l'Amazonas, Pará i Acre restant al PDS el control, per nomenament presidencial, de l'estat de Rondônia i dels territoris federals de l'Amapá i Roraima. Tal enraonia immediatament va ser desmentit, no obstant això el moviment autonomista ja hi havia si articulat i en 1985 el diputat federal José Wilson Siqueira Camps (PDS-GO) va presentar al Congrés Nacional un projecte de llei creant l'estat del Tocantins. Aprovat pels parlamentaris al març, va ser encaminat al president José Sarney que ho va vetar en 3 d'abril de 1985. Un nou intent d'emancipació va tenir lloc durant l'Assemblea Nacional Constituent que va establir en l'Article 13 del "Acte de les Disposicions Constitucionals Transitòries" les condicions per a la creació del nou estat en el bojo d'una reforma que va extingir els territoris federals existents i va concedir plena autonomia política al Districte Federal.
Creat el 5 d'octubre de 1988, l'estat del Tocantins va ser oficialment instal·lat en 1º de gener de 1989.
El gira-sol es va fer la planta símbol de l'estat. La seva flor groga, oberta en diversos pètals, simbolitza el sol que neix per a tots. Els colors oficials de l'estat són el groc, el blau i el blanc.

## Clima
El clima predominant a l'estat és tropical caracteritzat per una estació plujosa (d'octubre a abril) i una altra de sequera (de maig a setembre). Està condicionat fonamentalment per la seva àmplia extensió latitudinal i pel relleu d'altitud gradual i creixent de nord a sud, que varien des de les gran planes fluvials fins a les plataformes i capçaleres elevades entre 200 a 600 metres, especialment pel relleu més accidentat, per sobre de 600 metres d'altitud, al sud.

## Economia
La principal activitat econòmica de l'estat és la ramaderia. No obstant això les plantacions de babaçu són molt importants no només pel consum interior del Brasil, però també per l'exportació en d'uns altres països del Mercosur (Mercosul en portuguès). En el nord de l'estat s'extragué també de l'oli vegetal sobretot de la palmera babaçu. Els cultius més importants són: arròs, dacsa, soia i mongeta. També l'ananàs és important, per a l'exportació. Hi ha poques indústries en l'estat.
El turisme té un gran potencial en l'estat a causa dels seus paisatges naturals, com a la regió del Jalapão, on hi ha les principals plantacions de Syngonanthus nitens, o l'illa del Bananal, al riu Araguaia, la major illa fluvial del món.

## Persones il·lustres
- Rôni, futbolista